# Muséon Arlaten

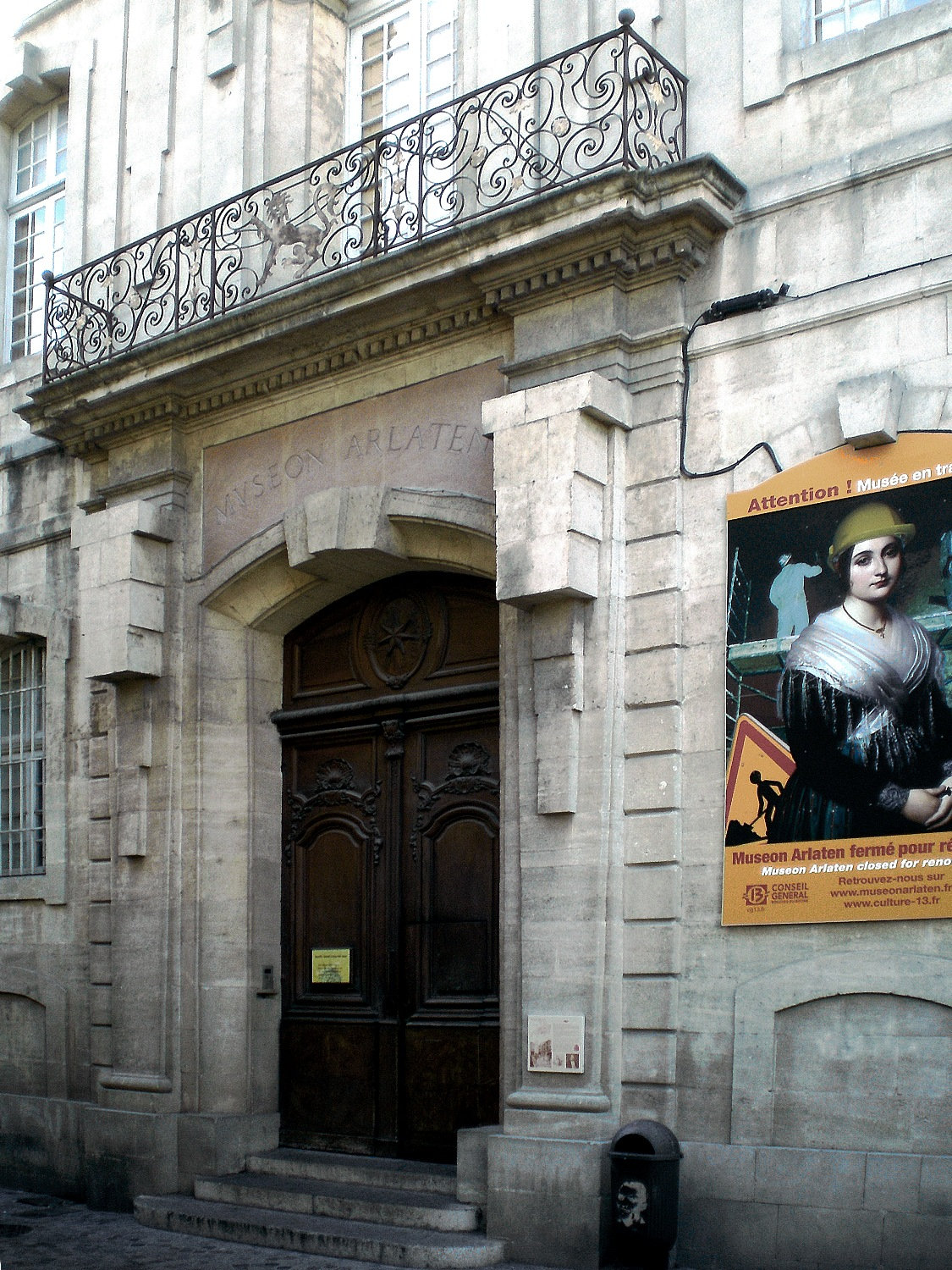

El Museon Arlaten (Provenzal por «Museo de Arlés») es un museo consagrado al estilo de vida en la antigua Provenza, situándose sobre una antigua exedra romana en la ciudad de Arlés (Francia). Se trata de uno de los lugares calificados como Patrimonio de la Humanidad por la Unesco, dentro del Sitio «Monumentos romanos y románicos de Arlés», en concreto, con el código de identificación 164-008.
Se encuentra en el centro de la ciudad, concretamente en la rue de la République, 29, y contiene colecciones representativas de las artes y de la etnología así como de la historia de la región de Arlés. Fue fundado por Frédéric Mistral, después de recibir el Premio Nobel de Literatura en 1904.

## Colecciones
- Trajes y objetos provenzales
- Dioramas
  - Claude-André Férigoule : La Veillée Calendale, La Visite à l'Accouchée , L'Atelier de la Couturière, L’Arlésienne en prière dite Pregarello, representaciones de escenas de la vida provenzal en los siglos XVIII y XIX.
- Pinturas
  - Antoine Raspal: Portrait de dame, Laveuse au pont de l'Observance
  - Léo Lelée: alrededor de mil obras del artista, adquiridas por una donación.
- Fotografías
  - Dominique Roman: fotografías de los años 1860-1890; en 1898, primer lote de 48 fotografías, completada en 1901 y 1905 por nuevas donaciones.